# Гипотеза Пиллаи
Гипо́теза Пиллаи — теоретико-числовая гипотеза, согласно которой при заданных натуральных числах {\displaystyle A,B,C} уравнение:
{\displaystyle Ax^{m}-By^{n}=C}
имеет лишь конечное число решений {\displaystyle (x,y,m,n)} в натуральных числах при {\displaystyle (m,n)\neq (2,2)} и {\displaystyle m,n>1}.
Иными словами, любое натуральное число {\displaystyle C} может быть представлено лишь конечным количеством разностей совершенных степеней.
Сформулирована Суббайей Пиллаи (там. சு. சி. பிள்ளை) в 1931 году как обобщение гипотезы Каталана; несмотря на то, что гипотеза Каталана доказана 2002 году Предой Михэйлеску (рум. Preda Mihăilescu), гипотеза Пиллаи остаётся нерешённой проблемой по состоянию на 2024 год.